# Krvavi mlečnik
Krvávi mléčnik (znanstveno ime Chelidonium majus) je trajna zdravilna rastlina, ki doseže velikost med 30 in 80 cm. Rastlina je ime dobila po svojem rumenem mlečku. Druga ljudska imena so: aselca, bolnica, bradavičnik, ceduljka, cengulja, drafna trava, dražnica, krivi zelje, krvnik, krvnu mleku, rdeči mleček, skrobla, zlata korenina, kačja trava, kačji mleček, krvavo zelje, mleč, mlečnik, zlatec ...
Je edina vrsta iz rodu Chelidonium, družine Papaveraceae. Krvavi mlečnik izvira iz Evrope in Mediterana. Razširjen je tudi v Severni Ameriki, kamor so ga prinesli priseljenci. Uporabljali so ga že od leta 1672 za zdravljenje kožnih bolezni, kot so kurja očesa.

## Opis
Krvavi mlečnik zraste v višino od 30 do 120 cm. Listi so globoko deljeni, dolgi 30 cm in nazobčani. Rastlinski sok je svetlo motno rumen. Cvet sestavljajo 4 rumeni venčni listi (posamezen venčni list je dolg približno 1 cm), z dvema čašnima listoma. Rastlina cveti od maja do julija. Semena so majhna in črna s pritrjenimi elaiosomi, ki privlačijo mravlje, da raznosijo semena (mirmekohorija). V naravi obstaja tudi mutirana vrsta rastline z dvema cvetovoma. Velja za agresivno, invazivno rastlino, ki jo lahko najdemo v gozdovih in na poljih. Preden seme vzkali ga poškropimo ali izpulimo in s tem zatremo njeno širjenje.

## Farmakologija
V zmernih dozah so vsi deli rastline toksični|. Vsebuje namreč številne izokinoline, alkaloide. V ustreznih odmerkih pa je široko terapevtsko uporabna.  Glavni alkaloid prisoten v zeli in koreninah je koptisin. Ostali alkaloidi so še berberin, celidonin, sanguinarin in celeritrin. Še posebej toksičen je sanguinarin, smrtna doza je 18 mg na kg telesne teže. Kljub takšni akutni toksičnosti je sanguinarin prisoten v tako nizkih količinah, da bi za dozo, ki ustreza LD50 mogli zaužiti več kot 50g surove zeli. Prisotni so tudi derivati kafeinske kisline.
Učinki svežega zelišča imajo šibko analgetično, kolagogično, antibakterijsko, antikarcinogeno in sedativno delovanje ter vpliv na centralni živčni sistem. V živalskih testih je krvavi mlečnik izkazoval citostatične učinke. Opazili so tudi stimulativni učinek na imunski sistem. Nekatere študije so pokazale, da lahko enak učinek dosežemo z ekstrakcijo alkaloidov. Alkaloidi uporabljeni peroralno ali intravensko v miših  povzročajo togost. Pri zajcih pa povzročijo ohlapnost in znižanje tonusa gladkega mišičevja. Pri žabah, mačkah in psih alkaloidi stimulirajo srce in pljuča, pojavi se porast krvnega tlaka in širjenje arterij.
Mleček se lahko uporablja za celjenje majhnih odprtih ran. Zgodnje študije krvavega mlečnika so pokazale, da povzroča kontaktni dermatitis in vnetje oči, zlasti, če pridemo v stik z rdečim do rumenim mlečkom. Na živalskih študijah takšnih učinkov niso opazili. Pri testu na očesu zajca se znaki vnetja niso pojavili. Mleček lahko pusti znamenje, ki pa ni trajno. Znamenja na prstih roke lahko povzročijo draženje oči ob vstavljanju kontaktnih leč ali praskanju oči. V primeru da katerikoli del rastline povzroči vnetje oči, si jih takoj speremo pod tekočo vodo in, če je potrebno, poiščemo medicinsko pomoč. Mleček pušča madeže tudi na oblačilih.

## Zeliščarstvo
V terapevtske namene se uporabljajo zunanji deli in korenine krvavega mlečnika. Dele rastline, ki so nad zemljo, nabiramo v času cvetenja ter jih posušimo pri visokih temperaturah. Korenino izkopavamo jeseni, med avgustom in oktobrom ter jo posušimo. Uporabimo lahko tudi svežo koreniko. Krvavi mlečnik je pekoč in grenkega okusa. Izloček ima narkotičen vonj.
Pripravke dobimo z alkoholno in vodno ekstrakcijo (čaj). Povprečna dnevna doza je 2 do 4 g, kar je ekvivalent 12 do 13 mg vseh alkaloidov. Dnevna doza tekočih ekstraktov je 1 do 2 ml v razmerju 1:1 25 % alkoholnega ekstrakta, največ trikrat na dan. Pri pripravi vročih čajnih infuzov damo 1,5 polne čajne žličke v vrelo vodo in pustimo 10 min. Pijemo lahko trikrat na dan.
Krvavi mlečnik so uporabljali Romi za osvežitev nog; moderni zeliščarji ga uporabljajo zaradi odvajalnih učinkov. V Rusiji in drugih državah ga uporabljajo za odstranjevanje kurjih očes, papilomov in drugih nepravilnosti na koži. Uporablja se tudi za odstranjevanje bradavic in kurjih očes. Podobno kemijsko sestavo in terapevtsko uporabnost ima Sanguinaria canadensis (rdeči koren  oz. čašica), zlasti pri zdravljenju bradavic in kurjih očes.
Zaradi rahlega sedativnega delovanja, so v preteklosti krvavi mlečnik uporabljali za zdravljenje astme, bronhitisa in oslovskega kašlja. Antispazmolitičen učinek zelišča izboljša pretok žolča v žolčnem mehurju zato se z njim zdravi žolčne kamne in bolečine v žolčnem mehurju. Že v času Plinija starejšega in Dioskorida (1. stoletje n. št.) so zelišče uporabljali kot detoksifikacijsko sredstvo. Korenino so žvečili za lajšanje zobobola.

## Galerija
- Rastlina s cvetom
- Prerezano steblo z rumenim mlečkom.
- Semena z elaiosomi
- Cvet